# Abdij van Malonne

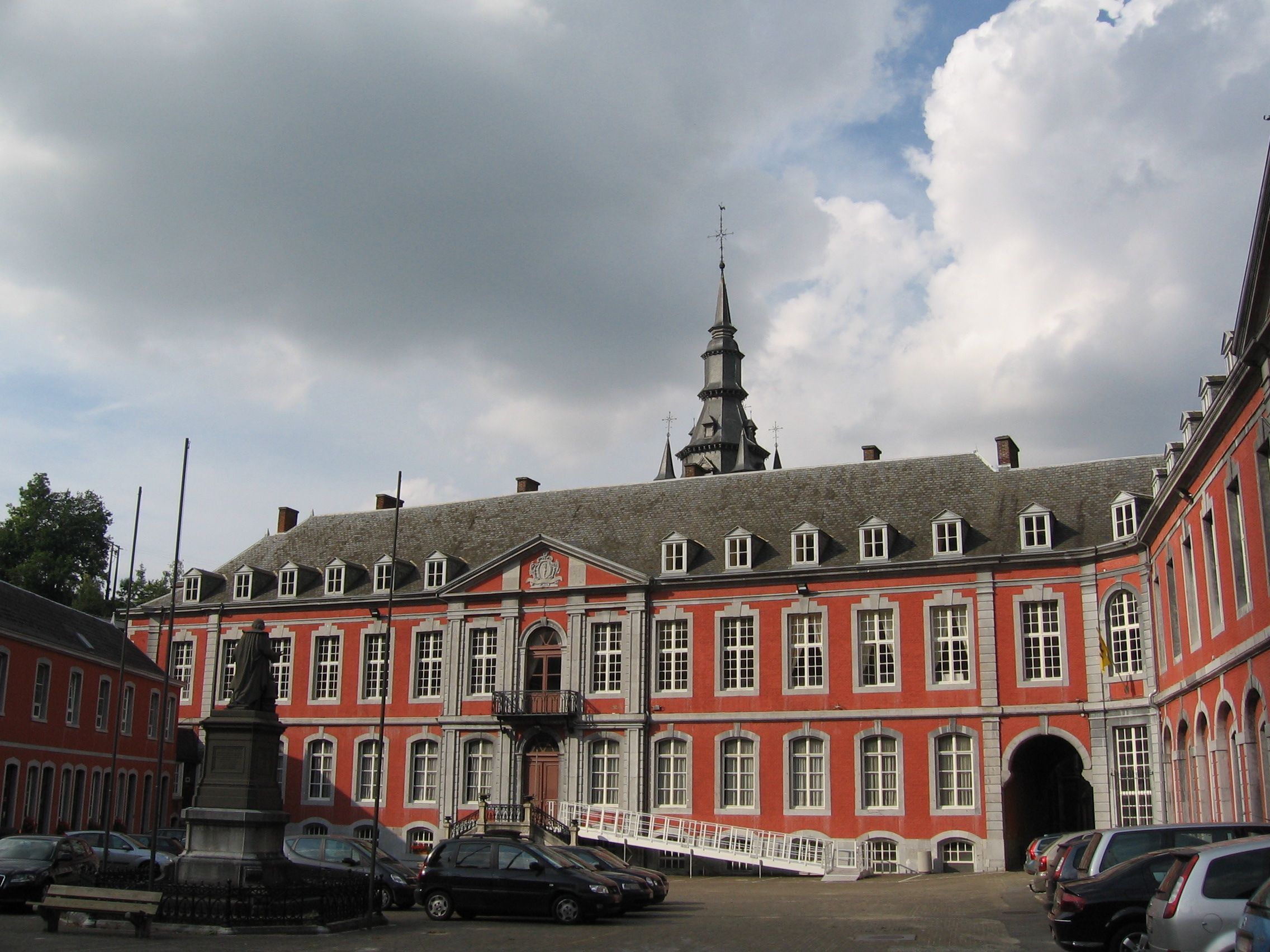
Binnenplaats van de abdij

De abdij van Malonne werd gesticht rond 651 door Sint-Bertuinus (Frans: Saint-Berthuin), een angelsaksische monnik. De benedictijner monnik stierf in Malonne in 698. In de 9e eeuw werd een tweede kerk gebouwd en in 1193 vond de inwijding van een derde, romaanse kerk plaats. De monniken kozen de regel van Augustinus in 1147.
In 1841 werden de abdijgebouwen overgenomen door de Broeders van de Christelijke Scholen. Vandaag zijn de abdijgebouwen getransformeerd tot het complex schoolgebouwen dat bekendstaat als Saint-Berthuin. Tot 2001 heeft dit complex een groot internaat gekend, waar veel Vlamingen een tijd hebben doorgebracht. Velen uit de Vlaamse intelligentia, de politiek en het bestuursleven zijn hier perfect tweetalig geworden. 

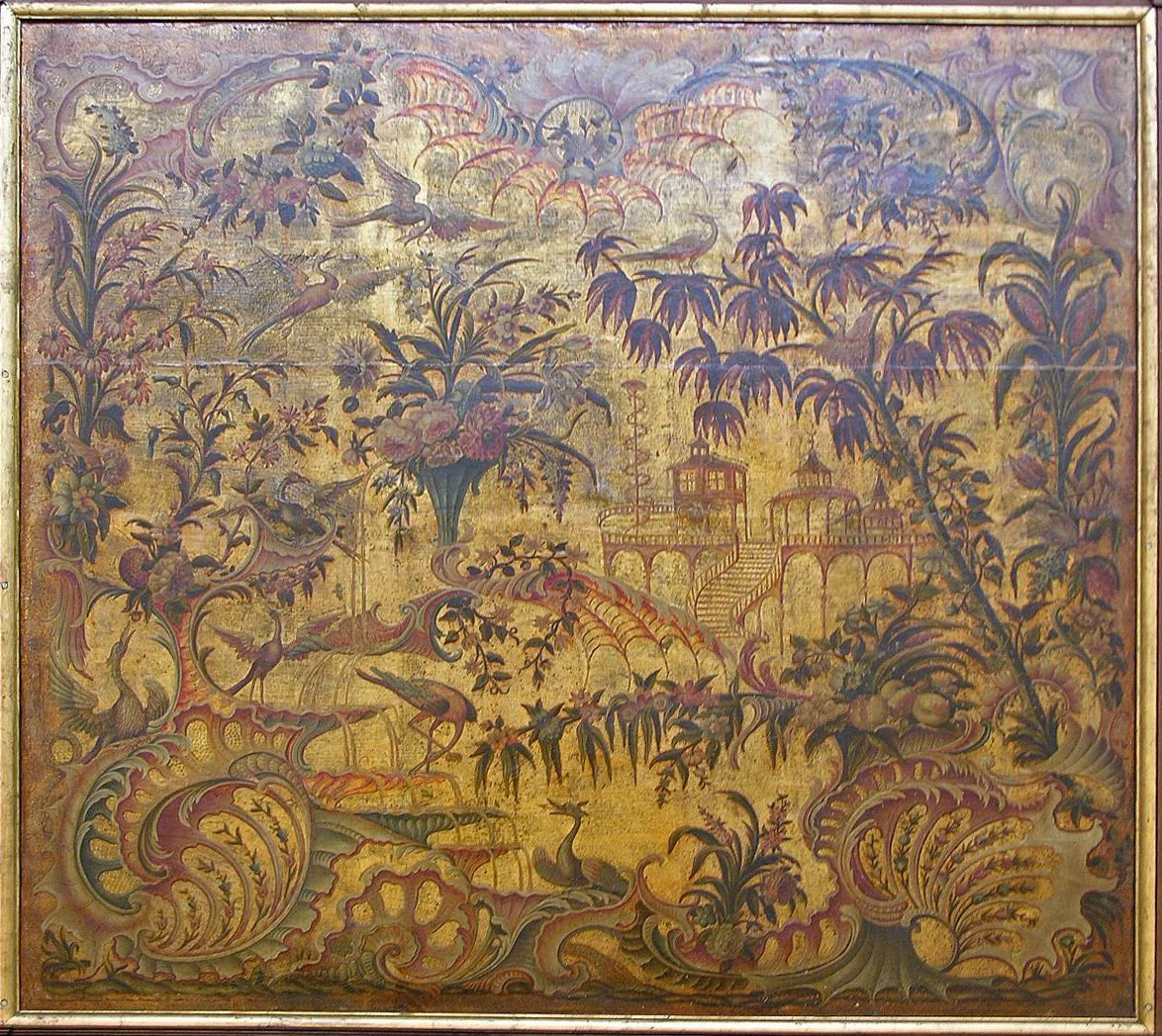
Een van de panelen met goudleer, afkomstig uit de manufactuur van Cornelis 't Kindt (Brussel), ca. 1765

In de voormalige abdijkerk, daterend uit de 18e eeuw, wordt het reliekschrijn van Sint-Bertuinus bewaard. De kerk fungeert nu als parochiekerk. Er zijn schilderingen op Córdoba-leder te bezichtigen (zie ook goudleer). 
In de abdijkapel vinden concerten plaats en enkele zalen in de abdij zijn te boeken voor bijeenkomsten.

## Afbeeldingen

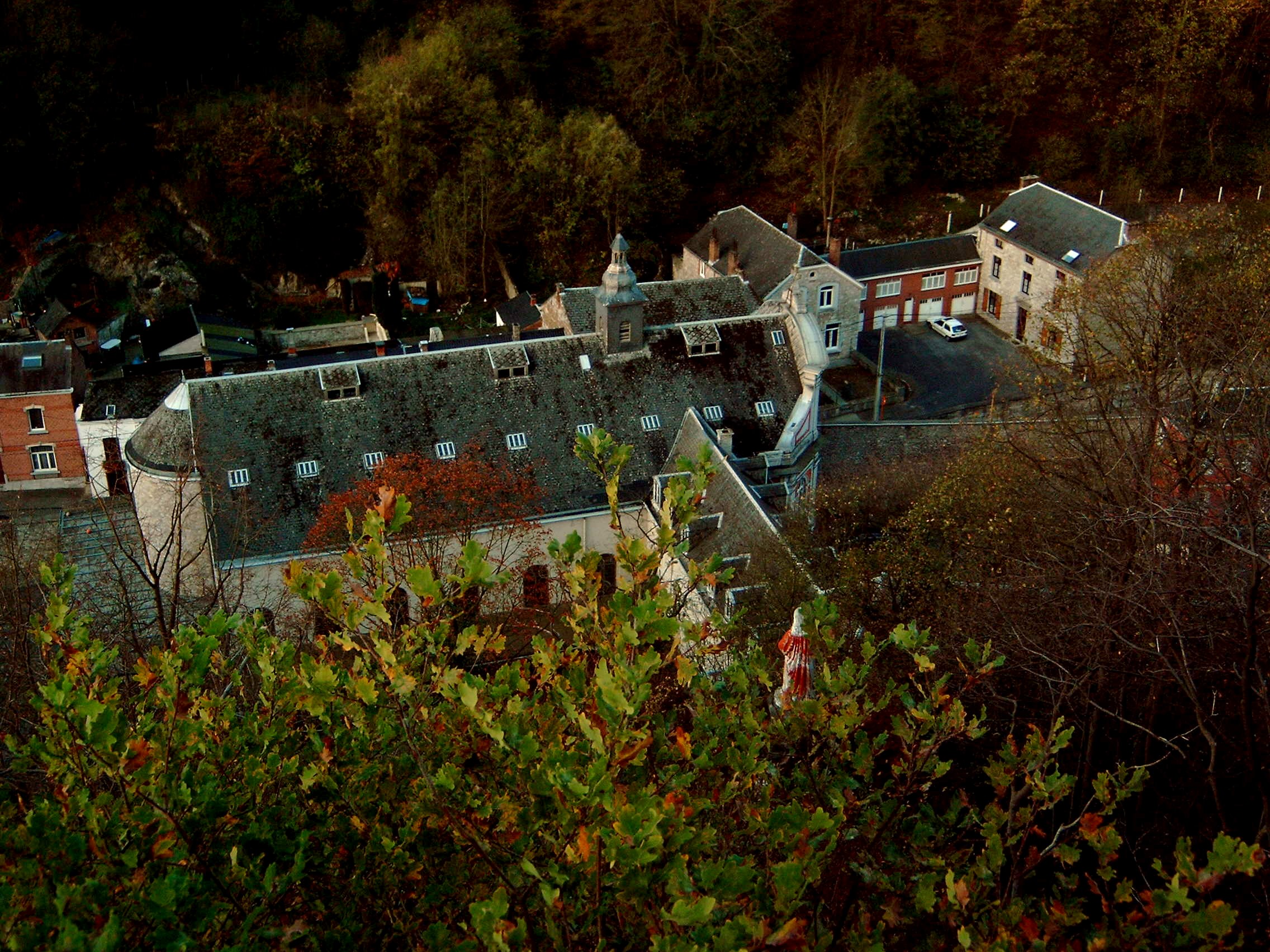
Bovenaanzicht van de abdijkapel in de smalle vallei van de Landoir
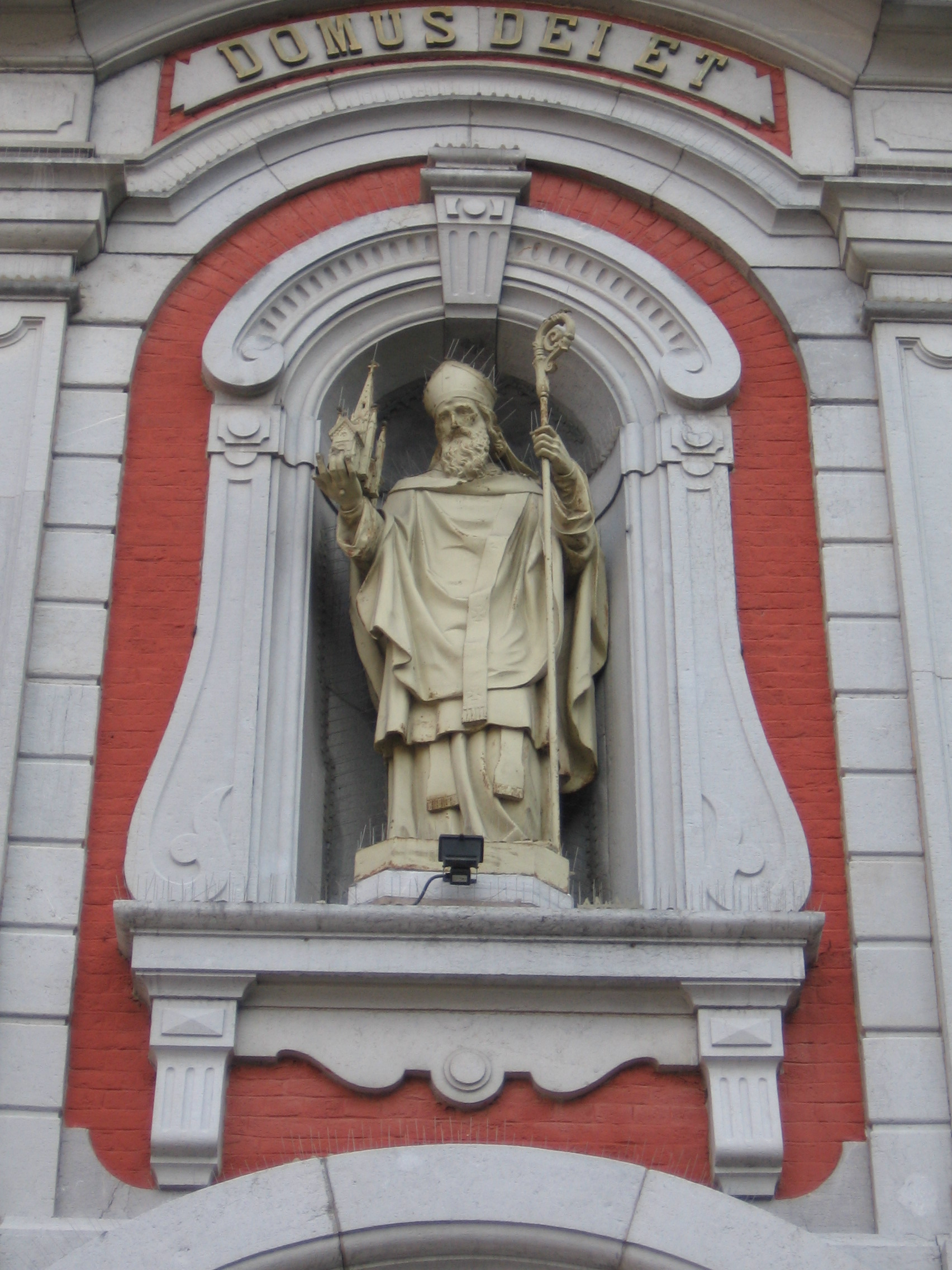
Beeld van Sint-Bertuinus in de gevel van de kapel
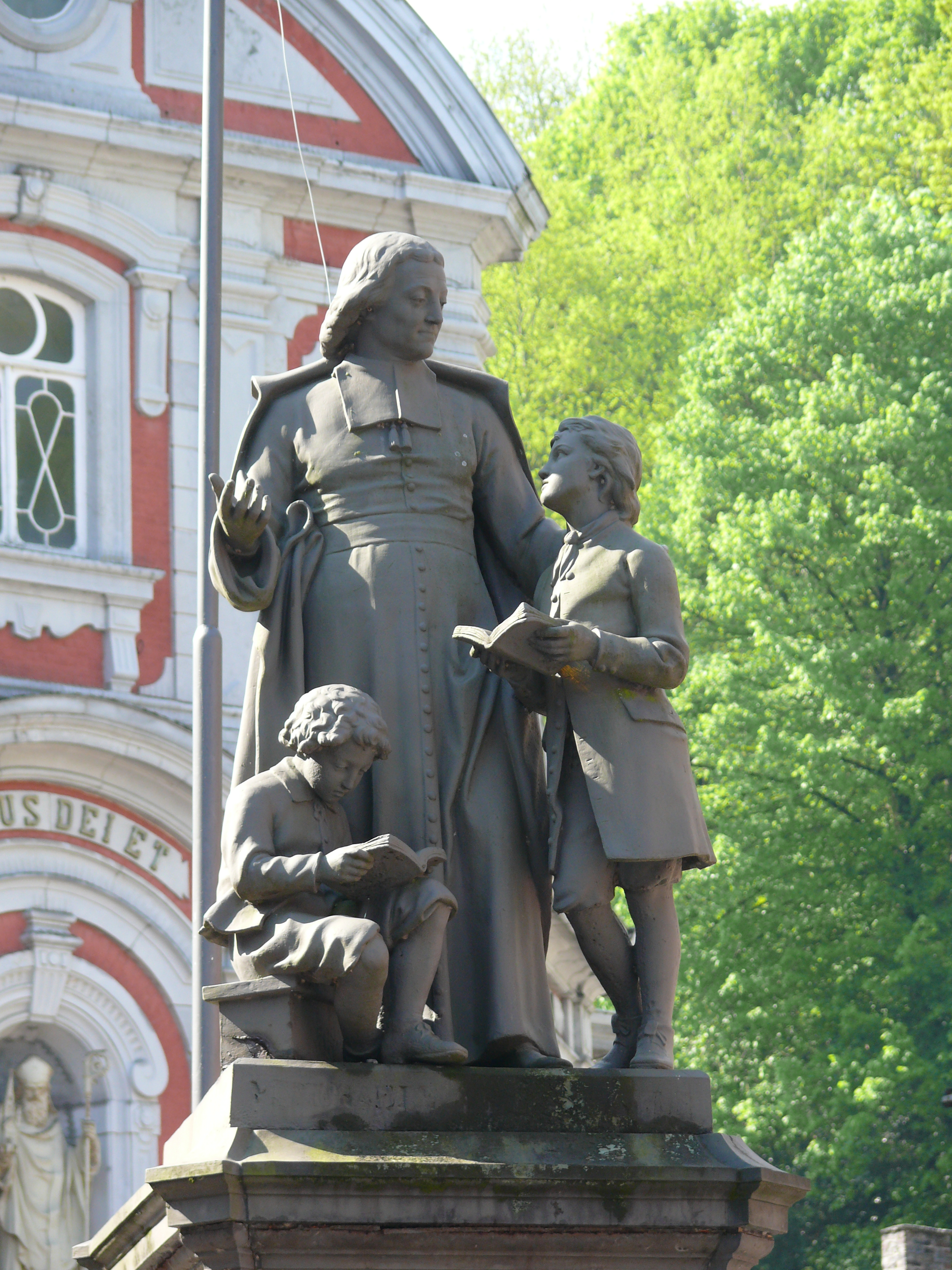
Beeld op de binnenplaats van Johannes Baptist de la Salle, stichter van de Broeders van de Christelijke Scholen
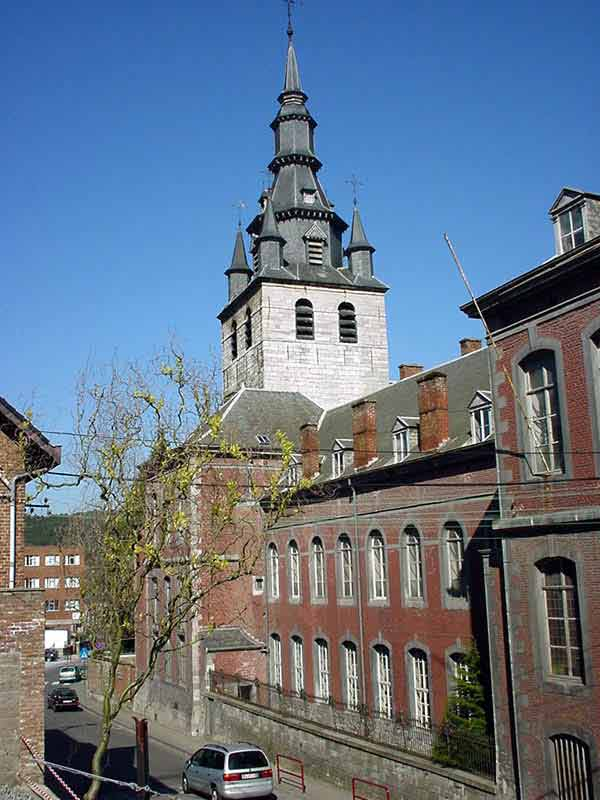
Straatzijde van de abdij met op de achtergrond de Sint-Bertuinuskerk